# Ряпой
Ряпой — остров в северной части Ладожского озера. Голая пологая скала. Финское название — Repoluoto. Расположен между островом Мантсинсаари и Валаамом. Находится в 7 км к западу от острова Мантсинсаари, в 8 км от группы Крестовых островов, 21 км от Валаама. Протяженность острова с запада на восток — 200 метров, с юга на север — 150 метров. Во время шторма полностью заливается водой.
На острове встречаются ладожские кольчатые нерпы.
На острове расположен навигационный знак.

## Этимология
После обретения независимости Финляндией в 1917 году, как это водится у малых народов, — в стране начался тотальный принудительный переход на национальные названия и борьба с «иностранным влиянием». Ряпой остров стал называться Repoluoto.
Можно предположить, что название произошло от фин. repo — лиса (у карелов и вепсов «reboi»).
Возможно имя произошло от русского слова «рябой».

## Артиллерийская батарея
До советско-финской войны 1939 года, финны установили на острове два 75 мм орудия, но впоследствии их сняли. Вероятно пушки стояли на деревянных основаниях, либо были полевые орудия на колесных лафетах.